# Lucian Mureşan
Lucian Mureşan (Sinh 1931) là một Hồng y người Romania của Giáo hội Công giáo nghi lễ Romania, trực thuộc Giáo hội Công giáo Rôma. Ông hiệm đảm nhận vai trò Đại Tổng giám mục Tòa Făgăraş şi Alba Iulia (nghi lễ Romania), Chủ tịch Hội đồng Giáo hội Công giáo Romania, Chủ tịch Hội đồng Giám mục Romania, nghi lễ Romania và Hồng y Đẳng linh mục Nhà thờ S. Atanasio.
Hồng y Lucian Mureşan từng đảm nhận rất nhiều các vai trò, vị trí khác nhau trong giáo hội nghi lễ Romania tại Romania, cụ thể, ông đảm nhận các vai trò: Giám mục chính tòa Giáo phận Maramureş, nghi lễ Romania (1990-1994); Tổng giám mục đô thành Tổng giáo phận Făgăraş şi Alba Iulia (1994-2005), sau thăng Đại Tổng giám mục Đại Tổng giáo phận Făgăraş şi Alba Iulia. Trong các hội đồng Giám mục cũng như Hội đồng Giáo hội Công giáo Romania, ông từng đảm nhận nhiều chức vụ như Chủ tịch Hội đồng Giáo hội Công giáo Romania (từ 1994), Chủ tịch Hội đồng Giám mục Romania, nghi lễ Romania trong 4 giai đoạnL 1998-2001, 2004-2007, 2010-2012 và 2016 đến nay. Ông được vinh thăng Hồng y ngày 18 tháng 2 năm 2012, bởi Giáo hoàng Biển Đức XVI.

## Tiểu sử
Hồng y Lucian Mureşan sinh ngày 23 tháng 5 năm 1931 tại Ferneziu, Romania. Sau quá trình tu học dài hạn tại các cơ sở chủng viện theo quy định, ngày 19 tháng 12 năm 1964, Phó tế Mureşan, 33 tuổi, tiến đến việc được truyền chức linh mục. Cử hành nghi thức truyền chức cho tân linh mục là giám mục Ioan Dragomir, Giám mục Phụ tá Giáo phận Maramureş (nghi lễ Romania). Linh mục Mureşan đồng thời cũng là thành viên linh mục đoàn Giáo phận Maramureş (nghi lễ Romania).
Sau gần 24 năm thi hành các công việc mục vụ với thẩm quyền và cương vị của một linh mục, ngày 14 tháng 3 năm 1990, Tòa Thánh loan tin quyết định tuyển chọn linh mục Lucian Mureşan, 59 tuổi, gia nhập Giám mục đoàn Công giáo Hoàn vũ, với vị trí được bổ nhiệm là Giám mục chính tòa Giáo phận Maramureş (nghi lễ Romania). Lễ tấn phong cho vị giám mục tân cử được tổ chức sau đó vào ngày 27 tháng 5 cùng năm, với phần nghi thức chính yếu được cử hành cách trọng thể bởi 3 giáo sĩ cấp cao, gồm chủ phong là Tổng giám mục Alexandru Todea, Tổng giám mục đô thành Tổng giáo phận Făgăraş şi Alba Iulia (Romania); hai vị giáo sĩ còn lại, với vai trò phụ phong, gồm có Giám mục Ioan Ploscaru, Giám mục chính tòa Giáo phận Lugoj (Romania) và Tổng giám mục Guido Del Mestri, Nguyên Sứ thần Tòa Thánh tại Đức. Tân giám mục chọn cho mình châm ngôn:FIAT VOLUNTAS TUA.
Chỉ 4 năm tính từ lễ tấn phong, Giám mục Lucian Mureşan đã được thăng Tổng giám mục, qua việc giám mục này được chọn làm Tổng giám mục đô thành Tổng giáo phận Făgăraş şi Alba Iulia (Romania). Thông báo về việc bổ nhiệm này được công bố cách rộng rãi vào ngày 4 tháng 7 năm 1994. Sau gần 12 năm cai quản Făgăraş şi Alba Iulia, Tòa Thánh lại quyết định thăng Giáo hội Công giáo Romania lên cơ cấu đứng đầu bởi một vị Đại Tổng giám mục, và Tổng giáo phận Făgăraş şi Alba Iulia được thăng Đại Tổng giáo phận, đồng thời Tổng giám mục Lucian Mureşan trở thành Đại Tổng giám mục Tiên khởi. Việc bổ nhiệm được công bố cách rộng rãi vào ngày 16 tháng 12 năm 2005. Ông nhanh chóng thực hiện các nghi thức nhận chức vị sau đó ngày 30 tháng 4 năm 2006.
Qua công nghị Hồng y năm 2012 được cử hành ngày 18 tháng 2, Giáo hoàng Biển Đức XVI vinh thăng Đại Tổng giám mục Lucian Mureşan tước vị danh dự, Hồng y. Tân Hồng y thuộc Đẳng Hồng y Linh mục và Nhà thờ Hiệu tòa được chỉ định là Nhà thờ S. Atanasio. Sau đó, ông đã cử hành các nghi thức nhận nhà thờ hiệu tòa của mình vào ngày 8 tháng 10 năm 2012.
Ngoài các nhiệm vụ tại Đại Tổng giáo phận, Hồng y Mureşan còn đảm nhận nhiều vai trò quan trọng trong các hội đồng Giám mục cũng như Hội đồng Giáo hội Công giáo Romania, ông đảm nhận nhiều chức vụ như Chủ tịch Hội đồng Giáo hội Công giáo Romania từ năm 1994 và chức vụ Chủ tịch Hội đồng Giám mục Romania, nghi lễ Romania trong 4 giai đoạn 1998-2001, 2004-2007, 2010-2012 và từ 2016 đến nay.